# 渐进性坏死
渐进性坏死（英語：necrobiosis）是活体组织中细胞先发生变性，再逐渐发展为坏死的变化过程，常见于环状肉芽肿、类脂质渐进性坏死、类风湿结节等疾病中。